# Oswulf van Northumbria
Oswulf (gestorven 24 juli 759) was van 758 tot zomer 759 korte tijd koning van Northumbria. Hij volgde zijn vader Eadberht op, die in 758 afstand van de troon had gedaan om zich terug te trekken in het klooster in York. Oswulfs oom was Ecgberht, de zevende bisschop van York.
In weerwil van zijn vaders lange regeerperiode en zijn machtige oom slaagde Oswulf er niet in om zijn troon lang te behouden. Binnen een jaar nadat hij aan de macht was gekomen werd hij door leden van zijn huishouden, dienaren of lijfwachten, op 24 juli 759 bij Market Weighton vermoord.
In augustus 761 kwam Oswine, Oswulfs broer, bij "Eldunum bij Mailros" om in de strijd tegen Æthelwald Moll, die de troon van Northumbria na Oswulfs dood had bezet. 